# Christian Fuchs
Christian Fuchs (n. 7 aprilie 1986, Neunkirchen, Austria) este un fotbalist austriac, care în prezent joacă la Leicester City FC în Premier League pe postul de fundaș stânga.

## Cariera de jucător

### Început
Născut în Neunkirchen, Fuchs a jucat timp de cinci ani la SV Mattersburg și s-a transferat în 2008 la formația germană VfL Bochum. În anul 2010, el a fost împrumutat la 1. FSV Mainz 05. La fel ca în Bochum, Fuchs a fost unul dintre titulari și în Mainz.

### Schalke
La scurt timp, pe 6 iunie 2011, Christian Fuchs a semnat un contract până la data de 30 iunie 2015 cu Schalke 04. Suma de transfer nu a fost dezvăluită de către conducerea clubului. Fuchs a primit tricoul cu numărul 23, purtat înainte de către Danilo Fernando Avelar.

### Leicester City
Pe 3 iunie 2015, Leicester City a anunțat că a semnat cu fundașul celor de la Schalke 04, acesta fiind la final de contract. El a semnat un contract pe trei ani cu Vulpile începând cu data de 1 iulie.

## Cariera internațională
Fuchs a debutat la echipa națională la data de 23 mai 2006 într-un meci amical contra Croației și a jucat la Campionatul European din 2008, participând într-un singur meci, cel împotriva Germaniei.

### Goluri internaționale
| #  | Data              | Stadion                                | Adversar | Scor | Rezultat | Competiție  |
| -- | ----------------- | -------------------------------------- | -------- | ---- | -------- | ----------- |
| 1. | 17 noiembrie 2010 | Stadionul Ernst-Happel, Viena, Austria | Grecia   | 1–1  | 1–2      | Meci amical |

## Palmares

### Club
FC Schalke 04
- DFL-Supercup: 2011[5]

## Statistici
La 19 decembrie 2015.
| Club            | Campionat      | Sezon          | Campionat | Campionat | Cupă          | Cupă          | Continental | Continental | Altele | Altele | Total | Total |
| Club            | Campionat      | Sezon          | App.      | Goals     | App.          | Goals         | App.        | Goals       | App.   | Goals  | App.  | Goals |
| Austria         | Austria        | Austria        | Campionat | Campionat | Cupa Austriei | Cupa Austriei | Europa      | Europa      | Altele | Altele | Total | Total |
| --------------- | -------------- | -------------- | --------- | --------- | ------------- | ------------- | ----------- | ----------- | ------ | ------ | ----- | ----- |
| Wiener Neustadt | Landesliga     | 2002–03        | 12        | 0         | 0             | 0             | 0           | 0           | 0      | 0      | 12    | 0     |
| SV Mattersburg  | Bundesliga     | 2003–04        | 14        | 0         | 0             | 0             | 0           | 0           | 0      | 0      | 14    | 0     |
| SV Mattersburg  | Bundesliga     | 2004–05        | 25        | 2         | 0             | 0             | 0           | 0           | 0      | 0      | 25    | 2     |
| SV Mattersburg  | Bundesliga     | 2005–06        | 34        | 1         | 0             | 0             | 0           | 0           | 0      | 0      | 34    | 1     |
| SV Mattersburg  | Bundesliga     | 2006–07        | 34        | 6         | 0             | 0             | 0           | 0           | 0      | 0      | 34    | 6     |
| SV Mattersburg  | Bundesliga     | 2007–08        | 33        | 2         | 0             | 0             | 0           | 0           | 0      | 0      | 33    | 2     |
| Germania        | Germania       | Germania       | Campionat | Campionat | DFB-Pokal     | DFB-Pokal     | Europa      | Europa      | Altele | Altele | Total | Total |
| VfL Bochum      | Bundesliga     | 2008–09        | 22        | 2         | 0             | 0             | 0           | 0           | 0      | 0      | 22    | 2     |
| VfL Bochum      | Bundesliga     | 2009–10        | 31        | 4         | 2             | 0             | 0           | 0           | 0      | 0      | 33    | 4     |
| Mainz 05        | Bundesliga     | 2010–11        | 31        | 0         | 4             | 0             | 0           | 0           | 0      | 0      | 35    | 0     |
| Schalke 04      | Bundesliga     | 2011–12        | 29        | 2         | 3             | 0             | 11          | 2           | 1      | 0      | 44    | 4     |
| Schalke 04      | Bundesliga     | 2012–13        | 29        | 0         | 2             | 0             | 6           | 1           | 0      | 0      | 37    | 1     |
| Schalke 04      | Bundesliga     | 2013–14        | 16        | 0         | 2             | 0             | 7           | 0           | 0      | 0      | 25    | 0     |
| Schalke 04      | Bundesliga     | 2014–15        | 25        | 2         | 0             | 0             | 5           | 1           | 0      | 0      | 30    | 3     |
| Anglia          | Anglia         | Anglia         | Campionat | Campionat | FA Cup        | FA Cup        | League Cup  | League Cup  | Altele | Altele | Total | Total |
| Leicester City  | Premier League | 2015–16        | 16        | 0         | 0             | 0             | 2           | 0           | 0      | 0      | 18    | 0     |
| Total Austria   | Total Austria  | Total Austria  | 152       | 11        | 0             | 0             | 0           | 0           | 0      | 0      | 152   | 11    |
| Total Germania  | Total Germania | Total Germania | 183       | 10        | 13            | 0             | 29          | 4           | 1      | 0      | 226   | 14    |
| Total Anglia    | 16             | 0              | 0         | 0         | 2             | 0             | 0           | 0           | 18     | 0      |       |       |
| Total carieră   | 346            | 21             | 13        | 0         | 31            | 4             | 1           | 0           | 391    | 25     |       |       |